# 존 매코맥
존 매코맥(John McCormack, 본명은 존 프랜시스 카운트 매코맥(John Francis Count McCormack), 1884년 6월 14일 ~ 1945년 9월 16일)은 아일랜드에서 출생한 미국의 테너 성악가 겸 영화배우이다.

## 생애
19세 때였던 1903년 당시 영국의 식민지였던 아일랜드의 더블린에서 개최된 음악 축제에서 금메달을 수상하여 첫 데뷔하였고 3년 후 1906년 이탈리아 왕국 리구리아주 사보나현 사보나에서 테너 성악가로 정식 데뷔하였으며 그로부터 11년 후 1917년 미국 시민권을 취득하였고 12년 후 1929년 미국 영화 《Song O' my heart》의 주연으로 영화배우 데뷔하였다.
고전 음악에 재즈 팝 음악을 접목하여 대중가수, 작사가 겸 작곡가(싱어송라이터)로도 활약한 그는 1945년 9월 16일 아일랜드 자유국의 수도 더블린에서 향년 61세로 사망하였다. 그는 사망 당시 미국 시민권자 신분이었다. 그는 아일랜드 민요와 독일 가곡을 즐겨 불렀던 테너 성악가였다.

## 유명세
그는 보통적으로 대한민국 국내에서는 《Londondaerry air(Danny boy)》라는 아일랜드 민요를 가장 친숙하게 대중화하여 노래한 고전 음악 계열 테너 성악가로 널리 잘 알려져 있다.